# 1363년 식이와 복장에 관한 조례
식이와 복장에 관한 조례(Statute Concerning Diet and Apparel, 37 Edw. III c. 1, 3 - 19)는 1363년 잉글랜드 의회가 입법한 사치금지법이다.
이 조례는 각 계층별 사람들이 입을 수 있는 옷의 스타일을 정해놓았다. 이 법이 제정된 목적은 하층민들이 상류층과 유사한 옷을 입는 추세를 막기 위한 것이었다. 흑사병 이후 인구가 줄어들고 임금이 상승해 하층민의 부가 갑자기 상승한 것이 근본 원인이었다. 임금 상승으로 인해 이전까지는 속박되어 있던 많은 노동자들이 해방되었다.